# 防空服装
防空服装（ぼうくうふくそう）、ないし、防空服（ぼうくうふく）は、第二次世界大戦中の日本において、空襲による火災などに備え、おもに女性を対象に普及が図られた服装で、もんぺ、ズボン、防空頭巾などから成っており、消火活動や避難の際に行動しやすいよう工夫されていた。防空服装に言及した1944年4月号の雑誌『主婦の友』の記事には、刺子の防空用上被、刺子の防空頭巾、防空用手袋、手甲、地下足袋、脚絆、甲覆などへの言及があった。
成人のみならず、幼児の防空服装についても、1943年の春の時点で「各家庭で幼兒の防空服装の用意を充分にせられんことをおすゝめする次第」とされ、同年秋には「研究を進められ、實施もされてゐるやうである」とされていた。
太宰治は小説中で防空服装に言及しており、『未帰還の友に』では1943年早春の描写の中で「そのころ東京では、まだ空襲は無かったが、しかし既に防空服装というものが流行していて、僕のように和服の着流しにトンビをひっかけている者は、ほとんど無かった」、『ヴィヨンの妻』では1944年春の描写の中で「まだその頃は東京でも防空服装で身をかためて歩いている人は少く、たいてい普通の服装でのんきに外出できた頃でした」と記しているが、東京大空襲当時の状況に言及した『薄明』では1945年4月に「全く百日振りくらいで防空服装を解いて寝」たと記している。
1945年8月28日、第二次世界大戦が終結して厚木基地にアメリカ軍の進駐軍部隊が到着した。神奈川県を中心にアメリカ軍を警戒して婦女子の疎開が盛んになり、新聞は「脱ぐな心の防空服」として警戒を呼び掛けた。